# Normandy (Tennessee)
Normandy é uma cidade  localizada no estado norte-americano de Tennessee, no Condado de Bedford.

## Demografia
Segundo o censo norte-americano de 2000, a sua população era de 141 habitantes.
Em 2006, foi estimada uma população de 151, um aumento de 10 (7.1%).

## Geografia
De acordo com o United States Census Bureau tem uma área de
0,6 km², dos quais 0,6 km² cobertos por terra e 0,0 km² cobertos por água. Normandy localiza-se a aproximadamente 243 m acima do nível do mar.

## Localidades na vizinhança
O diagrama seguinte representa as localidades num raio de 20 km ao redor de Normandy.